# Buckler's Hard
Pour les articles homonymes, voir Buckler.
Buckler's Hard est un hameau situé sur les berges de la Beaulieu dans le comté anglais du Hampshire.

## Géographie

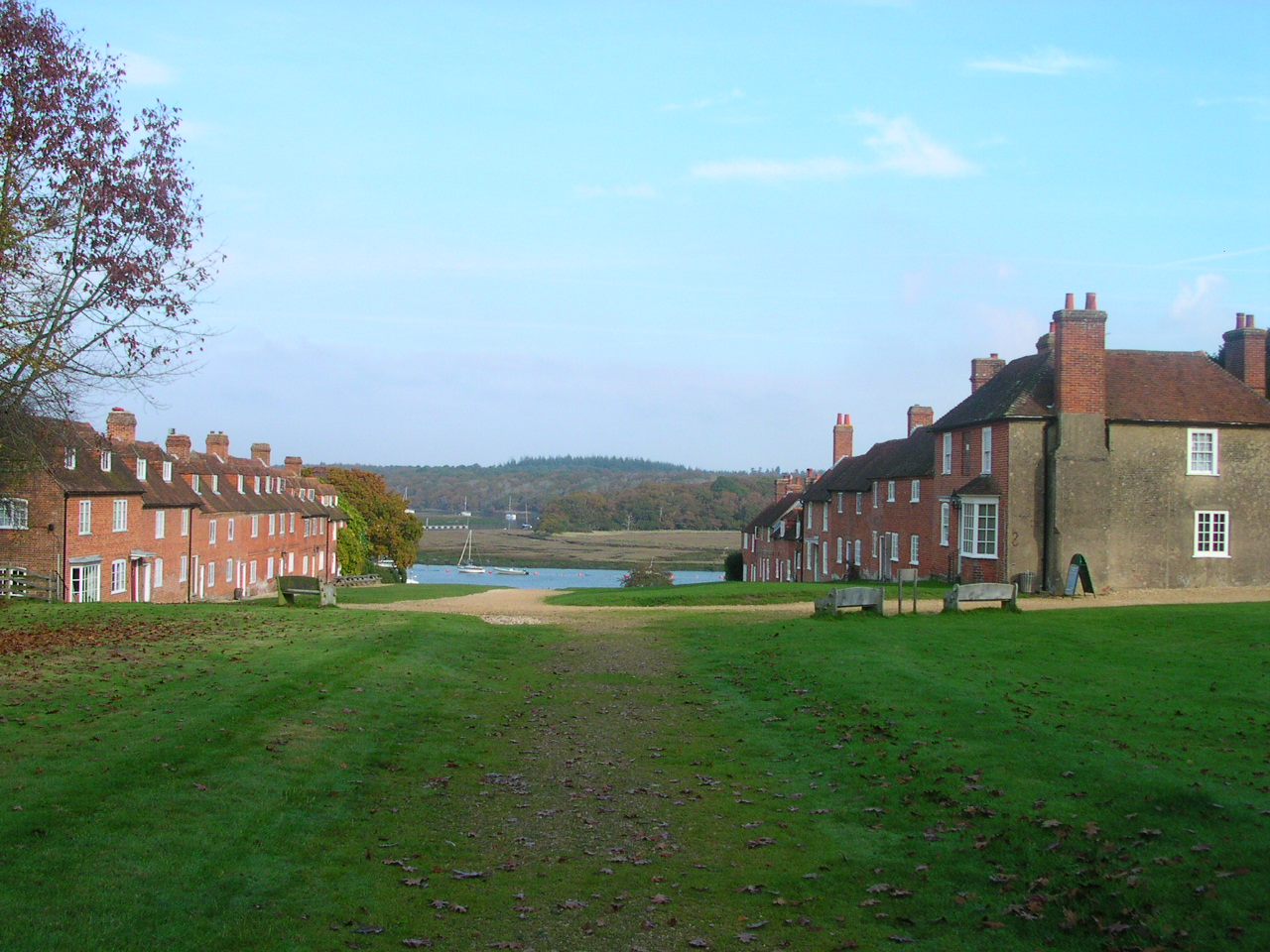
Buckler's Hard.

La localité se trouve à 4 km au sud de Beaulieu.

## Histoire

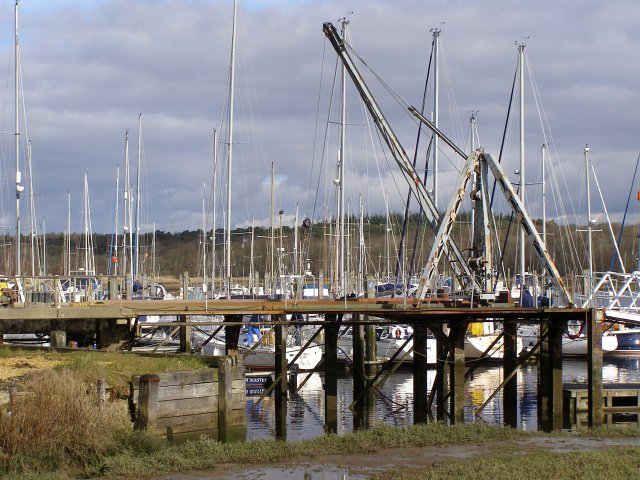
Le port.

Buckler's Hard, à l'origine appelé Montagu Town, a été construit au début du XVIIIe siècle par John Montagu (2e duc de Montagu) et devait être un port franc pour le commerce avec les Antilles.
Sa situation géographique a favorisé le développement de la construction navale, le hameau ayant accès à une voie navigable protégée mais navigable, avec des bancs de gravier capables de supporter des cales de lancement pour la construction et le lancement des navires. Le bois pour les coques était également disponible dans les forêts de la New Forest environnantes.
La construction navale commence au début du XVIIIe siècle. Un chantier naval privé attenant au hameau est créé par James Wyatt, un entrepreneur local et marchand de bois de Hythe, dans les eaux de Southampton. Wyatt and Co. remporte un contrat pour construire un navire de la marine HMS  Surprize (1746) en 1744, puis un autre HMS  Scorpion (1746), à Buckler's Hard. Henry Adams, un maître charpentier, a été envoyé de Deptford Dockyard en 1744 par l'Amirauté pour superviser la construction de ces navires par Wyatt & Co. Après l'achèvement des premiers navires par Wyatt, Buckler's Hard national d’Henry Adams signe des contrats subséquents avec la Royal Navy.
Au cours des soixante années suivantes, il supervise la construction de 43 navires de la Royal Navy à Buckler's Hard, dont HMS  Euryalus (1803), HMS  Swiftsure (1804) et HMS  Agamemnon (1781), qui ont tous combattu à la bataille de Trafalgar en 1805
La construction navale décline au XIXe siècle.
Pendant la Seconde Guerre mondiale, le village est utilisé pour construire des chaloupes à moteur et la rivière sert de base pour des centaines de péniches de débarquement pour le débarquement de Normandie, l'Opération Overlord.
Aujourd'hui, le hameau se consacre au tourisme, avec un petit musée maritime et une marina moderne.
À Buckler's Hard, Sir Francis Chichester a commencé et terminé son voyage en solitaire à travers le monde sur «Gipsy Moth IV».